# Fonscolombia graminis
Fonscolombia graminis är en insektsart som beskrevs av Lichtenstein 1877. Fonscolombia graminis ingår i släktet Fonscolombia och familjen ullsköldlöss.
Artens utbredningsområde är Frankrike. Inga underarter finns listade i Catalogue of Life.